# Кибет, Сильвия
Сильвия Джебивотт Кибет — кенийская легкоатлетка, которая специализируется в беге на 5000 метров. Серебряная призёрка чемпионата мира среди юношей 1999 года на дистанции 1500 метров. Бронзовая призёрка Всеафриканских игр 2007 года. На Олимпиаде 2008 года заняла 4-е место. Серебряная призёрка игр Содружества 2010 года. Победительница пробега 4 Mijl van Groningen 2009 года. В 2010 году стала победительницей пробега Dam tot Damloop.

## Достижения
- 2007:  2 мили Memorial Van Damme — 9.16,62
- 2008:  5000 м Meeting Gaz de France — 15.09,23
- 2008:  5000 м ISTAF — 15.05,09
- 2011:  5000 м DN Galan — 14.45,31
- 2012:  3000 м Qatar Athletic Super Grand Prix — 8.47,49
- 2012:  3000 м Herculis — 8.39,14
- 2012:  3000 м Athletissima — 8.42,44

## Семья
Её старшая родная сестра — Хильда Кибет а также двоюродные сёстры Лорна Киплагат, Салли Барсосио и Сьюзен Сирма также являются известными легкоатлетками.